# Tobago Cycling Classic
La Tobago Cycling Classic est une course cycliste internationale qui a lieu chaque année début octobre à Trinité-et-Tobago, petite île des Caraïbes. Elle fait partie du calendrier de l'UCI America Tour en catégorie 2.2 en 2011 puis en 1.2 depuis 2012.

## Palmarès
| Année | Vainqueur        | Deuxième         | Troisième       |
| ----- | ---------------- | ---------------- | --------------- |
| 2001  | Emile Abraham    |                  |                 |
| 2002  | Emile Abraham    |                  |                 |
| 2003  | Emile Abraham    |                  |                 |
| 2004  | John Lieswyn     | Scott Zwizanski  | Emile Abraham   |
| 2005  | Ivan Stević      |                  |                 |
| 2006  | Bruno Langlois   | Emile Abraham    | Phil Cortes     |
| 2007  | Andreas Henig    | Erik Mohs        | Nico Schneider  |
| 2008  | Heath Blackgrove | Timo Scholz      | Emile Abraham   |
| 2009  | Peter Williams   | Lisban Quintero  | Timo Scholz     |
| 2010  | James Sparling   | Martin Lang      | Dan Craven      |
| 2011  | Riccardo Zoidl   | Nick Daems       | Matthias Wiele  |
| 2012  | Darren Matthews  | Andrew Bajadali  | Michael Cuming  |
| 2013  | Jaime Ramírez    | Michael Olheiser | Calixto Bello   |
| 2014  | Óscar Pachón     | Adderlyn Cruz    | Carlos Ospina   |
| 2015  | Adderlyn Cruz    | Darren Matthews  | Aurélien Daniel |
| 2016  | James Piccoli    | Jaime Ramírez    | Adderlyn Cruz   |
| 2017  | Peter Schulting  | Nicklas Pedersen | Marcel Weber    |